# Verbond van Tibetaanse journalisten in ballingschap
Het Verbond van Tibetaanse journalisten in ballingschap werd opgericht in 1997 en is gevestigd in Dharamsala in India. Het verbond werd in eerste instantie gevormd door Tibetaanse journalisten die in Dharamsala werkten en later geformaliseerd via een formeel charter.
De oprichtende leden waren:
- Pema Dhondrup, oud-producent en -redacteur van het nieuwsmagazine Sargyur
- Gedun Rabsal, oud-redacteur van de Tibet Times
- Kunsang Paljor, journalist van de radiozender Voice of Tibet
- Ugyen Norbu, oud-journalist van Radio Free Asia
- Karma Yeshi, oud-redacteur van Rangzen in het Tibetaans
- Pema Lhündrup, oud-redacteur van Rangzen in het Engels
- Lobsang Wangyal, onafhankelijk journalist